# Sten Hedlund
Sten Herman Hedlund, född 4 november 1902 i Karlskrona, död 25 september 1975 i Stockholm, var en svensk skådespelare och sångare.

## Biografi
Hedlund studerade vid Dramatens elevskola 1929–1932 och blev efter studierna engagerad vid Helsingborgs stadsteater. Han återvände till Stockholm och var engagerad vid olika privatteatrar. Han engagerades 1940 av Karl Gerhard för att medverka i dennes revyer. Han filmdebuterade 1936 i Arthur Natorps Kärlek och monopol, och kom att medverka i drygt 40 filmproduktioner.

## Filmografi
- 1936 – Kärlek och monopol
- 1937 – Pappa får påökt
- 1937 – Lyckliga Vestköping
- 1939 – Panik
- 1940 – Ett brott
- 1941 – Livet går vidare
- 1943 – Sjätte skottet
- 1943 – Lille Napoleon
- 1943 – Kajan går till sjöss
- 1943 – Hans Majestäts rival
- 1943 – Det brinner en eld
- 1944 – Narkos
- 1945 – Tre söner gick till flyget
- 1945 – Resan bort
- 1945 – Svarta rosor
- 1945 – Flickorna i Småland
- 1946 – Eviga länkar
- 1946 – Hotell Kåkbrinken
- 1946 – Johansson och Vestman
- 1946 – Begär
- 1946 – De unga tar vid
- 1946 – Det var då – det är nu
- 1946 – Kristin kommenderar
- 1946 – Möte i natten
- 1947 – Bröllopsnatten
- 1947 – En dryck med anor
- 1947 – Pappa sökes
- 1948 – En man gör sitt val
- 1948 – Stanna en stund!
- 1949 – Bohus Bataljon
- 1949 – Skolka skolan
- 1951 – Talande tråden
- 1951 – Bärande hav
- 1952 – Ubåt 39
- 1952 – Kvinnors väntan
- 1952 – Kalle Karlsson från Jularbo
- 1952 – Blondie, Biffen och Bananen
- 1953 – Kungen av Dalarna
- 1953 – Folket i fält
- 1953 – En skärgårdsnatt
- 1953 – Ursula – flickan i finnskogarna
- 1954 – Dans på rosor
- 1954 – Två sköna juveler
- 1955 – Så tuktas kärleken
- 1956 – Där möllorna gå
- 1956 – De unga för de gamla. Luciavalet 1956
- 1956 – Främlingen från skyn
- 1956 – Där möllorna gå...
- 1956 – Ett kungligt äventyr
- 1956 – Vi vill, vi kan, vi skall
- 1958 – Jazzgossen
- 1958 – Fröken April
- 1958 – Du är mitt äventyr
- 1959 – Fröken Chic
- 1961 – Lustgården
- 1973 – Ett resande teatersällskap (TV-serie)
- 1973 – Hem till byn (TV-serie)

## Teater

### Roller (ej komplett)
| År   | Roll                                | Produktion                                                            | Regi               | Teater                      |
| ---- | ----------------------------------- | --------------------------------------------------------------------- | ------------------ | --------------------------- |
| 1931 | Regissören                          | Thalias barn Tor Hedberg                                              | Gustaf Linden      | Dramaten                    |
| 1931 | Charlie Dawes                       | Fru Celias moral Benn W. Levy                                         | Alf Sjöberg        | Dramaten                    |
| 1931 | Sempronius                          | Karusellen George Bernard Shaw                                        | Gustaf Linden      | Dramaten                    |
| 1931 | En gymnasist                        | Jag har varit en tjuv! Sigfrid Siwertz                                | Olof Molander      | Dramaten                    |
| 1932 | Roberts                             | Ungkarlspappan Edward Childs Carpenter                                | Olof Molander      | Dramaten                    |
| 1932 | En underofficer                     | Majestät Marika Stiernstedt                                           | Olof Molander      | Dramaten                    |
| 1932 | Harkosch Polisinspektören           | Svindlare Louis Verneuil                                              | Rudolf Wendbladh   | Helsingborgs stadsteater    |
| 1932 | Edouard                             | Fröken Jacques Deval                                                  | Rudolf Wendbladh   | Helsingborgs stadsteater    |
| 1932 | Kejsar Ferdinand Hertigen av Weimar | Vi Ludvig Nordström                                                   | Rudolf Wendbladh   | Helsingborgs stadsteater    |
| 1932 | Quapil                              | Fröken Kyrkråtta Ladislas Fodor                                       | Albert Nycop       | Helsingborgs stadsteater    |
| 1932 | Franz Buresch                       | Du och jag Ralph Benatzky och Hans Müller-Einigen                     | Rudolf Wendbladh   | Helsingborgs stadsteater    |
| 1933 | Sven Soldat                         | Kalle Karlssons knepigheter Oscar Rydqvist                            | Rudolf Wendbladh   | Helsingborgs stadsteater    |
| 1933 | Wolfgang Clausen                    | Före solnedgången Gerhart Hauptmann                                   | Rudolf Wendbladh   | Helsingborgs stadsteater    |
| 1933 | Charles Bouverie                    | En idealisk hustru Peter Garland                                      | Rudolf Wendbladh   | Helsingborgs stadsteater    |
| 1933 | Geoffrey Trent                      | Ungkarlspappan Edward Childs Carpenter                                | Albert Nycop       | Helsingborgs stadsteater    |
| 1933 | Sebastian                           | Trettondagsafton William Shakespeare                                  | Rudolf Wendbladh   | Helsingborgs stadsteater    |
| 1933 | En journalist                       | Hennes stora chance Christine Jope-Slade och Sewell Stokes            | Albert Nycop       | Helsingborgs stadsteater    |
| 1933 | Aubrey Bagot                        | För sant för att vara bra George Bernard Shaw                         | Rudolf Wendbladh   | Helsingborgs stadsteater    |
| 1933 | Lars Andrae                         | Mäster Olof August Strindberg                                         | Rudolf Wendbladh   | Helsingborgs stadsteater    |
| 1933 | Heinrich von Binder                 | Karl den store, högerytter László Bús-Fekete                          | Rudolf Wendbladh   | Helsingborgs stadsteater    |
| 1933 | Herrn med monokeln                  | Den lilla butiken László Bús-Fekete                                   | Albert Nycop       | Helsingborgs stadsteater    |
| 1934 | Bernhard Gilljams                   | Ett brott Sigfrid Siwertz                                             | Rudolf Wendbladh   | Helsingborgs stadsteater    |
| 1934 | Nordling                            | Syndafloden Henning Berger                                            | Rudolf Wendbladh   | Helsingborgs stadsteater    |
| 1935 | Fabian Hedlund                      | Härmed hava vi nöjet, revy Kar de Mumma, Karl-Ewert och Alf Henrikson | Harry Roeck-Hansen | Blancheteatern              |
| 1936 | Hume                                | Idyll 1936 Harold Marsh Harwood                                       | Pauline Brunius    | Blancheteatern              |
| 1936 | Theodor                             | Hm, sa greven, revy Kar de Mumma                                      | Harry Roeck Hansen | Blancheteatern              |
| 1936 | Jacob Birnbaum                      | Cirkus Sanger (The Constant Nymph) Margaret Kennedy och Basil Dean    | Sandro Malmquist   | Nya Teatern                 |
| 1936 | Doktorn                             | Venusspelet (L'Ennemie) André-Paul Antoine                            | Sandro Malmquist   | Nya Teatern                 |
| 1936 | Antoine                             | Bichon Jean de Létraz                                                 | Sandro Malmquist   | Nya Teatern                 |
| 1936 | Simon Kefas                         | Senapskornet Ebbe Linde                                               | Sandro Malmquist   | Nya Teatern                 |
| 1937 | Camillo Chorus                      | En saga för vintern (The Winter's Tale) William Shakespeare           | Sandro Malmquist   | Nya Teatern                 |
| 1937 | Macreuse                            | Petrus den lycklige (Pétrus) Marcel Achard                            | Sandro Malmquist   | Nya Teatern                 |
| 1937 |                                     | Peter den store Paul Sarauw                                           | Paul Sarauw        | Södra Teatern               |
| 1938 | Linzman                             | Liliom Ferenc Molnár                                                  | Sandro Malmquist   | Nya Teatern                 |
| 1938 | Gustaf Varenius                     | En minnesdag Louis de Geer                                            | Sandro Malmquist   | Nya Teatern                 |
| 1938 | Direktören                          | Kärlek och cirkus Gideon Wahlberg                                     | Gideon Wahlberg    | Tantolundens friluftsteater |
| 1938 | Mr Fairlight                        | Virveln (The Vortex) Noël Coward                                      | Sandro Malmquist   | Nya Teatern                 |
| 1938 | Kvartetten                          | Lyckan kommer, revy Alf Henrikson                                     | Sandro Malmquist   | Nya Teatern                 |
| 1939 | Finansministern                     | Segraren (Sejren) Kaj Munk                                            | Sandro Malmquist   | Nya teatern                 |
| 1939 | Arbetskarl 1                        | Den ljusnande tid, revy Alf Henrikson                                 | Sandro Malmquist   | Nya Teatern                 |
| 1940 | Major Evelyn Bathurst               | Vi gentlemän (This Was a Man) Noël Coward                             | Sandro Malmquist   | Nya Teatern                 |
| 1940 | Pierre Brissaud                     | Zic-Zac (Don Juans Regenmantel) Gregor Schmitt                        | Sandro Malmquist   | Nya Teatern                 |
| 1942 | En annan skalbagge                  | I vår Herres hage Josef Čapek och Karel Capek                         | Gösta Folke        | Vasateatern                 |
| 1943 | Konstapel Brophy                    | Arsenik och gamla spetsar Joseph Kesselring                           | Torsten Hammarén   | Oscarsteatern               |
| 1944 | Konstapel Brophy                    | Arsenik och gamla spetsar Joseph Kesselring                           | Hasse Ekman        | Oscarsteatern               |
| 1944 |                                     | Livet är ju härligt William Saroyan                                   | Per Knutzon        | Oscarsteatern               |
| 1944 | Överste Julyan                      | Rebecca Daphne du Maurier                                             | Martha Lundholm    | Vasateatern                 |
| 1946 | Lamoral                             | Doris Marcel Thiébaut                                                 | Martha Lundholm    | Vasateatern                 |
| 1947 | Charley Blaine                      | Röd i det blå Zoë Akins                                               | Ernst Eklund       | Vasateatern                 |
| 1947 | Parker                              | Solfjädern Oscar Wilde                                                | Martha Lundholm    | Vasateatern                 |
| 1954 |                                     | Rövarna på Hunneberg Rune Lindström                                   | Sandro Malmquist   | Skansens friluftsteater     |
| 1954 | Byron Winkler                       | Hustruleken Louis Verneuil                                            | Gösta Cederlund    | Vasateatern                 |
| 1955 |                                     | Markurells i Wadköping Hjalmar Bergman                                | Sandro Malmquist   | Skansens friluftsteater     |
| 1957 | Åklagare Berthelier                 | Ett huvud kortare (La tête des autres) Marcel Aymé                    | Erling Schroeder   | Uppsala-Gävle Stadsteater   |
| 1959 |                                     | Det heliga löftet Jean de Létraz                                      | Lars Barringer     | Uppsala-Gävle Stadsteater   |
| 1963 | Direktören                          | Min kära är en ros Bo Sköld                                           | Sten Hedlund       | Riksteatern                 |
| 1970 | Monsieur Charbonnier                | 40 karat Pierre Barillet och Jean-Pierre Grédy                        | Per Gerhard        | Vasateatern                 |

### Regi (ej komplett)
| År   | Produktion         | Upphovsmän | Teater      |
| ---- | ------------------ | ---------- | ----------- |
| 1963 | Min kära är en ros | Bo Sköld   | Riksteatern |